# Moles Llargues
Les Moles Llargues és una muntanya de 276 metres que es troba al municipi de Paüls, a la comarca catalana del Baix Ebre.